# Aika Mitsui
Aika Mitsui (光井愛佳,  Mitsui Aika?, 12 de enero de 1993, Otsu, Shiga, Japón) es una excantante japonesa. ella fue una miembro de la octava generación de Morning Musume, dentro de Hello! Project.
Después de sufrir una fractura de pierna en 2011, no pudo seguir el ritmo de Morning Musume orientado al baile, y se graduó junto a Risa Niigaki en mayo de 2012. Sin embargo, se quedó en Hello! Project y fue la primera graduada de Morning Musume en hacerlo desde 2007. Fue incluida como solista, pero nunca lanzó música debido a que hizo dos pausas desde 2013 para estudiar inglés en Nueva Zelanda. Mientras estaba en su segunda pausa en noviembre de 2018, Mitsui decidió graduarse de Hello! Project y retirarse de la industria del entretenimiento.

## Biografía

### 2006
El 10 de diciembre de 2006, ella fue la única de las cinco (originalmente seis, pero Ayami Masuda abandonó) finalistas de las audiciones que fue elegida para unirse a Morning Musume. Un artículo publicado el 11 de diciembre de 2006 reveló que Mitsui no estaría presente en la 57 edición de 57th Kohaku Uta Gassen, sino que se presentará en el sencillo 32 del grupo, Egao YES Nude, que fue lanzado el 14 de febrero de 2007, a raíz de esto su primera aparición pública fue en la última ronda del Hello! Project 2007 Winter, Que tuvo lugar entre el 27 de enero de 2007 y 28 de enero de 2007 en el Saitama Super Arena.

### 2007
Ella también participó en el Morning Musume Concert Tour 2007 Haru ~SEXY 8 Beat~. Una semana después que los resultados de Morning Musume Happy 8ki Audition se dieron a conocer, Mitsui fue ofrecido en un pequeño segmento de Helo! Morning, que incluye imágenes de una conferencia de prensa ofrecida en el undécimo. Durante la conferencia, Mitsui reveló su objetivo de cautivar al público por medio de su personalidad alegre y sonriente, emulando a la también miembro Kusumi Koharu, a quien admira y se esfuerza por igualarla o superarla. Después de su primer concierto, Mitsui también fue ofrecido en un pequeño segmento del programa de Oha Suta titulado Quiero expresar mi gratitud ("ありがとう を 伝え たい", Arigato o tsutaetai?), Que pretende mostrar a los espectadores un relato novelado de los acontecimientos que siguieron a sus apariciones en concierto en primer lugar, hacer frente a la tristeza de Mitsui por el hecho de que tenía que separarse de sus antiguos compañeros de clase debido a que se convirtiera en una ídol.

### 2008
En octubre de 2007, Mitsui fue colocado en la unit Athena & Robikerottsu junto con su compañera de Morning Musume Niigaki Risa, así como Nakajima Saki y Chisato Okai de ℃-ute. El 25 de noviembre de 2007 episodio de Haromoni@, Mitsui consiguió el papel de la Gurossan seiyū en el anime Kirarin Revolución protagonizada por Kirari Tsukishima, la voz de Kusumi Koharu. El 6 de abril de 2008, Hello! Project anunció que Mitsui no sería capaz de realizar en la gira de primavera de 2008, debido a que ella estaba muy mal de salud. Más adelante en la semana, se descubrió que ella había sufrido de apendicitis aguda, y estaría fuera de acción durante dos semanas más. Ella se recuperó y continuó con sus actividades programadas. El 8 de agosto, Morning Musume había colaborado con el grupo de teatro femenino Takarazuka para llevar a cabo Cinderella, El musical de Rodgers y Hammerstein. Mitsui asumió el papel de un hada, una chica de pueblo y una princesa.

### 2009
En 2009, se anunció que Morning Musume estará presente en la convención de anime anual, la Anime Expo en Los Ángeles, California, como invitados de honor en julio. Todos los miembros de la formación actual, incluyendo Aika Mitsui asistieron al evento. Morning Musume celebró sesiones de autógrafos y un concierto. El número de aficionados que asistieron al concierto llegó a más de 7000 personas.
Mitsui tenía un blog, solo estaba disponible para los miembros del Fanclub oficial de MM titulado "Días de colores pastel".

### 2010
En diciembre de 2010, Mitsui anunció su primer photobook titulado "Mittsi". Mitsui había mencionado en varias entrevistas antes de que ella hubiera querido un álbum de fotos, y estaba muy contento por el anuncio.

### 2011
El 7 de enero, Mitsui interpretó al personaje principal en la película de terror, el Real Kakurenbo (Hide and Seek). Fue un directo a la película DVD. El 9 de mayo, Mitsui se le diagnosticó fractura de hueso del tobillo izquierdo. Después del concierto de Morning Musume el fin de semana pasado, Aika se quejó de dolor en su pie izquierdo, tras lo cual se dirigió al hospital donde le diagnosticaron la lesión el 5/9. Mitsui estaba fuera de los acontecimientos casi todo el verano. Ella no pudo participar en las tomas de baile para los MV "Kono Chikyuu no Heiwa o Honki de Negatterun da yo! / Kare para Issho ni Omise Shitai ga", "Pyocopyoco Ultra" o "Renai Hunter" a causa de la lesión.

### 2012
En enero de 2012, Mitsui, escribió en su blog que estaba supuestamente curada y lista para bailar y actuar en el escenario otra vez.
El 12 de enero, día de su cumpleaños, Mitsui abrió un blog ameblo al público. 
Ella era entonces el único miembro de la Morning Musume con dos blogs. 
El 1 de abril, anunció que se convirtió en un habitual en el programa de radio de Young Town, junto con Michishige Sayumi. Muchos fanes creyeron que esto es una broma de April Fools. 
A finales de abril o principios de mayo de 2012, Mitsui tenía una consulta en la que aunque los médicos decían que el tobillo se había recuperado de la fractura, no iba a ser capaz de continuar como miembro de Morning Musume, debido a un intenso movimiento del tobillo en la danza o conciertos. 
El 4 de mayo de 2012, Mitsui Aika anunció su graduación de Morning Musume, pero no de Hello! Project. Ella se graduó junto con Niigaki Risa en el concierto final de Morning Musume Concert Tour 2012 Haru ~Ultra Smart~ Niigaki Risa Mitsui Aika Sotsugyou Special 18 de mayo de 2012 en el Nippon Budokan.
Mitsui Aika y Niigaki Risa concluyeron sus actividades en Morning Musume promocionando "Ren'ai Hunter". El 18 de mayo, ambos se graduaron del grupo. En octubre, se anunció que Mitsui sería miembro de la nueva unidad de SATOYAMA Movement GREEN FIELDS, junto a Saki Shimizu y Yuka Miyazaki. El 7 de noviembre, GREEN FIELDS lanzó su primer sencillo,"Boys be ambitious!", Fue el primer sencillo en el que apareció después de graduarse de Morning Musume.

### 2013
El 2 y 3 de marzo, Mitsui participó en el Forest For Rest ~SATOYAMA e Ikou~ SATOYAMA movement in YOKOHAMA. En marzo, se anunció que Mitsui se "graduaría" del programa de radio Young Town Doyoubi, y fue reemplazada por Haruna Iikubo a partir de abril.  
A partir del 6 de abril, Mitsui se convirtió en un habitual del programa de radio ALMA KAMINIITO Sound Map, reemplazando a Ohno Munehiko después de que dejó ALMA KAMINIITO.  
En mayo, Mitsui protagonizó la obra de teatro Okujou Wonderland.  
Del 12 al 20 de octubre, Mitsui actuó en una obra llamada Nettai Danshi 2 en Zenrosai Hall / Space Zero. 
A finales de año, Mitsui anunció su decisión de suspender las actividades de entretenimiento y estudiar inglés en el extranjero.

### 2015
El 24 de abril, Mitsui informó en su blog que había regresado a Japón. Durante su tiempo atrás, escribió noticias en inglés y reportes de eventos para UP-FRONT LINK de UP-FRONT GROUP, y agregó letras en inglés a videos musicales.

### 2016
A finales de febrero, Mitsui acompañó a Morning Musume'16 en su viaje a Houston, Texas, donde fueron invitados principales en Anime Matsuri 2016 del 26 al 28 de febrero. También apareció como MC y traductora para su concierto que se llevó a cabo el segundo día.
El 5 de julio, Mitsui anunció que regresaba a Nueva Zelanda para seguir estudiando inglés.
El 30 de diciembre, escribió una actualización en su blog de que su inglés había mejorado mucho y había descubierto su "nuevo yo". Había decidido asistir a una escuela de formación profesional en Nueva Zelanda para la que había realizado un examen IELTS en noviembre. Mitsui obtuvo 6 puntos más que el requisito de ingreso de la escuela, y comenzaría la escuela en 2017.

### 2018
El 3 de noviembre, se anunció que Mitsui, quien ha estado en Nueva Zelanda durante los últimos dos años, ha decidido graduarse de Hello! Project y abandonar la industria del entretenimiento para seguir una nueva pasión por la cocina. Ha estado trabajando en una cocina y planea solicitar una visa de trabajo temporal después de graduarse de la escuela vocacional a finales de ese mes.

## Trabajos

### Programas de TV
- [2007] Hello Morning
- [2007-2008] Haromoni@
- [2008] Berikyuu!
- [2008-2009] Yorosen!

### Dramas TV
- [2010] Hanbun Esper

### Películas
- [2011] Real Kakurenbo Final
- [2011] Keitai Deka the Movie 3: Morning Musume Kyuushatsu Daisakusen! Pandora no Hako no Himitsu

### Anime
- [2007] Kirarin Revolution

### Radio
- [2007–] FM Shiga: Ai say Hello

### Musicales
- [2008] Cinderella the Musical
- [2010] FASHIONABLE